# منشأة الرافعي
منشأة الرافعي إحدى قرى مركز بركة السبع التابع لمحافظة المنوفية بجمهورية مصر العربية. 

## السكان
بلغ عدد سكان منشأة الرافعي 1,157 نسمة، حسب الإحصاء الرسمي لعام 2006.